# Association d’Escrime R. D. P. de Coree
Die Association d’Escrime R. D. P. de Coree ist die nationale Dachorganisation für den Fechtsport in Nordkorea und Mitglied der Fédération Internationale d’Escrime (FIE). Sie hat ihren Sitz in Pjöngjang. Laut Website der FIE gibt es derzeit weder einen Präsidenten noch einen Generalsekretär.

## Geschichte
Der Verband wurde 1968 in die FIE aufgenommen. Seitdem nahm jedoch kein nordkoreanischer Fechter bei den Olympischen Spielen oder Weltmeisterschaften teil. Seit mindestens 2001 bis heute (Stand 2023) nahm kein Nordkoreaner an internationalen Wettkämpfen teil.